# 2. deild Wysp Owczych (1982)
W roku 1982 odbyła się 39. edycja 2. deild Wysp Owczych – drugiej ligi piłki nożnej Wysp Owczych. W rozgrywkach brało udział 8 klubów z całego archipelagu. Klub z pierwszego miejsca awansował do 1. deild. W sezonie 1982 był to MB Miðvágur. Klub z ostatniego miejsca spadał do 3. deild, a w roku 1982 był to VB Vágur.

## Uczestnicy
| Uczestnicy 2. deild Wysp Owczych 1981                                                                         | Uczestnicy 2. deild Wysp Owczych 1981 | Uczestnicy 2. deild Wysp Owczych 1981 | Uczestnicy 2. deild Wysp Owczych 1981 |
| --- | ------------------------------------- | ------------------------------------- | ------------------------------------- |
| MB | MB Miðvágur                           | 2                                     |                                       |
| Fram | Fram Tórshavn                         | 3                                     |                                       |
| SÍ | SÍ Sørvágur                           | 4                                     |                                       |
| Royn | Royn Hvalba                           | 5                                     |                                       |
| NSÍ | NSÍ Runavík                           | 6                                     |                                       |
| EB | EB Eiði                               | 7                                     |                                       |
| Spadek z 1. deild Wysp Owczych 1981                                                                           |                                       |                                       |                                       |
| VB | VB Vágur                              | 8                                     |                                       |
| Awans z 3. deild Wysp Owczych 1981                                                                            |                                       |                                       |                                       |
| SÍF | SÍF Sandavágur                        | 1                                     |                                       |
| Oznaczenia: - kolumna pierwsza – skróty nazw drużyn, - kolumna trzecia – miejsce zajęte w poprzednim sezonie. |                                       |                                       |                                       |

## Tabela ligowa
| Lp. | Drużyna             | M  | Z  | R | P | Bramki | Bramki | Różn. | Pkt | Uwagi              |
| --- | ------------------- | -- | -- | - | - | ------ | ------ | ----- | --- | ------------------ |
| 1   | MB Miðvágur (M) (A) | 14 | 10 | 2 | 2 | 32     | 13     | +19   | 22  | Awans do 1. deild  |
| 2   | NSÍ Runavík         | 14 | 8  | 1 | 5 | 29     | 23     | +6    | 17  |                    |
| 3   | Royn Hvalba         | 14 | 6  | 4 | 4 | 31     | 24     | +7    | 16  |                    |
| 4   | SÍ Sørvágur         | 14 | 6  | 3 | 5 | 25     | 25     | 0     | 15  |                    |
| 5   | EB Eiði             | 14 | 4  | 5 | 5 | 12     | 16     | −4    | 13  |                    |
| 6   | Fram Tórshavn       | 14 | 4  | 2 | 8 | 23     | 24     | −1    | 10  |                    |
| 7   | SÍF Sandavágur      | 14 | 3  | 4 | 7 | 16     | 29     | −13   | 10  |                    |
| 8   | VB Vágur (S)        | 14 | 4  | 1 | 9 | 20     | 34     | −14   | 9   | Spadek do 3. deild |